# Hochzeitsvorbereitungen auf dem Lande
Hochzeitsvorbereitungen auf dem Lande ist eine fragmentarische Erzählung von Franz Kafka, die zwischen 1907 und 1909 entstand und postum veröffentlicht wurde. Die eigentliche Geschichte, nämlich die Fahrt des unglücklichen Bräutigams Raban zu seiner Braut aufs Land, ist eingebettet in minutiöse Beschreibungen des ganzen Umfeldes.
Diese Erzählung war als Teil eines Romans vorgesehen. Kafka hat jedoch nach mehrfachen Anläufen das Romanprojekt verworfen.

## Inhalt
Rabans Geschichte
Zunächst die reine Abfolge:
Der 30-jährige Bräutigam Raban begibt sich mit Gepäck zum Bahnhof und fährt mit dem Zug aufs Land. Da er nicht erwartet wird, steigt er in den Omnibus zum Dorf. Als dieser dort vor dem Gasthaus ankommt, kann Raban sich nicht entschließen auszusteigen. (Hier bricht die Geschichte ab.)
Raban fährt zu seiner Verlobten Betty zu einem ländlichen Urlaub. Es handelt sich um eine Gesellschaft auf dem Land, an der auch andere Bekannte Rabans teilnehmen werden. Raban ist mit seiner Rolle als Bräutigam unglücklich. Die Braut erscheint ihm nicht anziehend, offensichtlich betrügt er sie auch mit einem Mädchen namens Elvy. Aber auch unabhängig davon bedrückt ihn der ländliche Aufenthalt mit seinen zu erwartenden Geselligkeiten, die er nicht schätzt. Die trübe Stimmung Rabans drückt sich in den immer weiter zunehmenden Regenfällen aus. Raban flüchtet sich auch in Tagträume, wie der Vorstellung, die Zeit im Winterschlaf als großes Insekt zu verbringen und nur seinen abgelösten Körper auf die Reise zu schicken.
Das Umfeld
Die Umstände der Reise, die Personen mit ihren Gesten und ihrer Kleidung, die Beschäftigung der Kinder und die Vielfalt der Gegenstände werden nüchtern und wie wahllos, aber ausführlich beschrieben und verdrängen geradezu die Problematik von Raban. Er trifft den Bekannten Lement, der auch an der ländlichen Gesellschaft teilnehmen, aber erst später dort hinfahren wird. Außerdem ergeben sich verschiedene meist nichtssagende Gespräche mit Mitreisenden.

## Erzählperspektive und Form
Die Erzählperspektive ist geteilt. Da ist der anonyme Erzähler, der breit angelegt und minutiös das Umfeld schildert und dessen Objekt auch Raban ist. Andererseits ist da auch die Perspektive Rabans, wenn er in direkter Rede, meist in Selbstgesprächen, seine Befindlichkeiten thematisiert. Die Wahrnehmung Rabans und des Erzählers laufen getrennte Bahnen, der Erzähler scheint mehr zu wissen als Raban.
Raban selbst thematisiert die Bedeutung der gewählten persönlichen Perspektive. Er kommentiert, welche Auswirkung die Wahl der Formulierung „man“ oder „ich“ hat, d. h. wie bestürzend nah die Ereignisse auf ihn einstürmen, wenn er eine persönliche Sicht zulässt. So kommt er zu den Abspaltungsvorstellungen zwischen seinem Körper und seinem eigentlichen Ich.
Die Sprache der Erzählung ist frei von jedem Kommentar, sie ist sachlich, emotionslos und exakt.
Bei der im Eröffnungskapitel dargestellten Bahnreise wird mit großer Detailgenauigkeit der Moment der Beschleunigung beschrieben. Der Eindruck der Geschwindigkeit wird über möglichst plastische Visualisierung erreicht. Es wird der paradoxe Versuch einer photographischen Fixierung eines Geschwindigkeitserlebnisses unternommen.

## Drei Textfassungen
Es existieren drei Fragmente dieser Erzählung, innerhalb derer jeweils mehrfach Seiten fehlen. Die 1909 entstandene Fassung behält die Straßenszenen bei, variiert aber in der Gesprächssituation. Anstelle des Bekannten Lement tritt ein älterer Herr auf. Die Qualität beider Gespräche – zerstreut und ohne wirklichen Austausch – ist ähnlich. Das dritte Fragment ist eine Aneinanderreihung von Bildfolgen, die den städtischen Verkehr zum Inhalt hat.

## Textanalyse
Das Thema des Titels, nämlich „Hochzeitsvorbereitungen“, erscheint in der Geschichte gar nicht und sollte wahrscheinlich dem weiteren Roman vorbehalten bleiben. In den Textfragmenten kommt es auch zu keiner Begegnung von Raban mit seiner Verlobten. Raban will beobachten, aber nicht selbst beteiligt sein. Seine Sicht auf Frauen ist voyeurhaft. Der Verbindlichkeit einer ernsthaften Liebesbeziehung will er sich nicht aussetzen. Der Blick auf seine Verlobte ist taxierend und beziehungslos. Sein Verhältnis zu jener nebenbei erwähnten Geliebten Elvy ist nicht von Leidenschaft geprägt, es fügt sich eher die Sexualität in die Monotonie des Alltagsablaufs ein.
Rabans Gespräche mit Lement und anderen Mitreisenden sind lustlos, die Gesprächsführung kommt nicht auf den Punkt. Man missversteht einander, aber es ist ohnehin gleichgültig.
Die Vorstellung, ein unbehelligtes Insekt im Winterschlaf zu sein, wird in der 1915 erschienenen Erzählung Die Verwandlung weiter verarbeitet. Während jedoch dem Leser die Verwandlung des Gregor Samsa als schlimmes Schicksal erscheint, ist die Vorstellung von der Verwandlung für Raban eine tröstliche Flucht. Raban versucht so, der Angst vor dem Einbruch der äußeren in die innere Welt zu begegnen.

## Biografischer Hintergrund
Kafka hat hier seine eigene künftige unglückliche Situation als Verlobter ahnungsvoll vorweggenommen. Er ist wie sein Held Raban ein Voyeur und Flaneur. Einen autobiografischen Bezug suggeriert auch die Assonanz im Namen der Hauptfigur zum eigenen Namen.
In diesem frühen Werk hat Kafka Elemente verwendet, die er später wieder aufgegriffen hat. Die Beschreibung einer Bahnfahrt taucht im Oklahoma-Kapitel von Der Verschollene auf. Das kleine Prosastück Gibs auf wird in einem Absatz der Hochzeitsvorbereitungen – Weg zum Bahnhof, Frage nach der Uhrzeit, Antwortender, der lachend wegstrebt – bereits ausgeführt.

## Textausgaben
- Franz Kafka: Sämtliche Erzählungen. Herausgegeben von Paul Raabe, Fischer-Taschenbuch-Verlag, Frankfurt/Main 1970, ISBN 3-596-21078-X.
- Franz Kafka: Nachgelassene Schriften und Fragmente I. Herausgegeben von Malcolm Pasley, Fischer Verlag, Frankfurt/Main 1993, ISBN 3-10-038148-3, S. 12–53.

## Sekundärliteratur
- Peter-André Alt: Kafka und der Film. C.H. Beck, München 2009. ISBN 978-3-406-58748-1
- Peter-André Alt: Franz Kafka: Der ewige Sohn. Eine Biographie. C.H. Beck, München 2005. ISBN 3-406-53441-4
- Jutta Heinz: Hochzeitsvorbereitungen auf dem Lande. In: Manfred Engel, Bernd Auerochs (Hrsg.): Kafka-Handbuch. Leben – Werk – Wirkung. Metzler, Stuttgart, Weimar 2010, ISBN 978-3-476-02167-0, S. 102–111.
- Klaus Wagenbach: Kafka. Rowohlt, Reinbek 2008 (rororo 1080). ISBN 3-499-50091-4
- Bettina von Jagow und Oliver Jahraus: Kafka-Handbuch Leben-Werk-Wirkung. Vandenhoeck& Ruprecht, 2008, ISBN 978-3-525-20852-6.

## Rezeption
- Anhand des Eindruckes bei Kafkas Lesung  der Hochzeitsvorbereitungen äußert sich der Freund Max Brod wie folgt: „Ich hatte sofort den Eindruck, daß hier keine gewöhnliche Begabung, sondern ein Genie sprach. Von da an begannen meine Bemühungen, die Werke Kafkas in die Öffentlichkeit zu bringen (...) Franz sträubte sich, manchmal stärker, manchmal schwächer, manchmal auch gar nicht...“[9].